# Rối loạn ngôn ngữ nói
Rối loạn ngôn ngữ nói là một loại rối loạn giao tiếp trong đó lời nói 'bình thường' bị gián đoạn. Điều này có thể có nghĩa là nói lắp, nói gián đoạn, vv Một người không thể nói do rối loạn ngôn ngữ được coi là câm.

## Phân loại
Phân loại lời nói thành bình thường và rối loạn là vấn đề hơn so với lần đầu tiên. Bằng cách phân loại chặt chẽ,    chỉ 5% đến 10% dân số có cách nói hoàn toàn bình thường (đối với tất cả các thông số) và giọng nói lành mạnh; tất cả những người khác đều bị rối loạn này hay rối loạn khác.
Có ba cấp độ phân loại khác nhau khi xác định cường độ và loại rối loạn ngôn ngữ và phương pháp điều trị hoặc trị liệu thích hợp:

## Nguyên nhân
Trong hầu hết các trường hợp nguyên nhân là không rõ. Tuy nhiên, có nhiều nguyên nhân gây ra chứng khó nói, như mất thính giác, rối loạn thần kinh, chấn thương não, tăng căng thẳng tinh thần, bị bắt nạt liên tục, thiểu năng trí tuệ, lạm dụng thuốc, suy giảm thể chất như sứt môi và vòm miệng, và lạm dụng giọng nói hoặc sử dụng sai.

## Chữa trị
Nhiều trong số các loại rối loạn này có thể được điều trị bằng liệu pháp ngôn ngữ nói, nhưng những loại khác cần có sự chăm sóc y tế của bác sĩ về âm vị học. Các phương pháp điều trị khác bao gồm điều chỉnh các điều kiện hữu cơ và tâm lý trị liệu.